# 헨리 코든

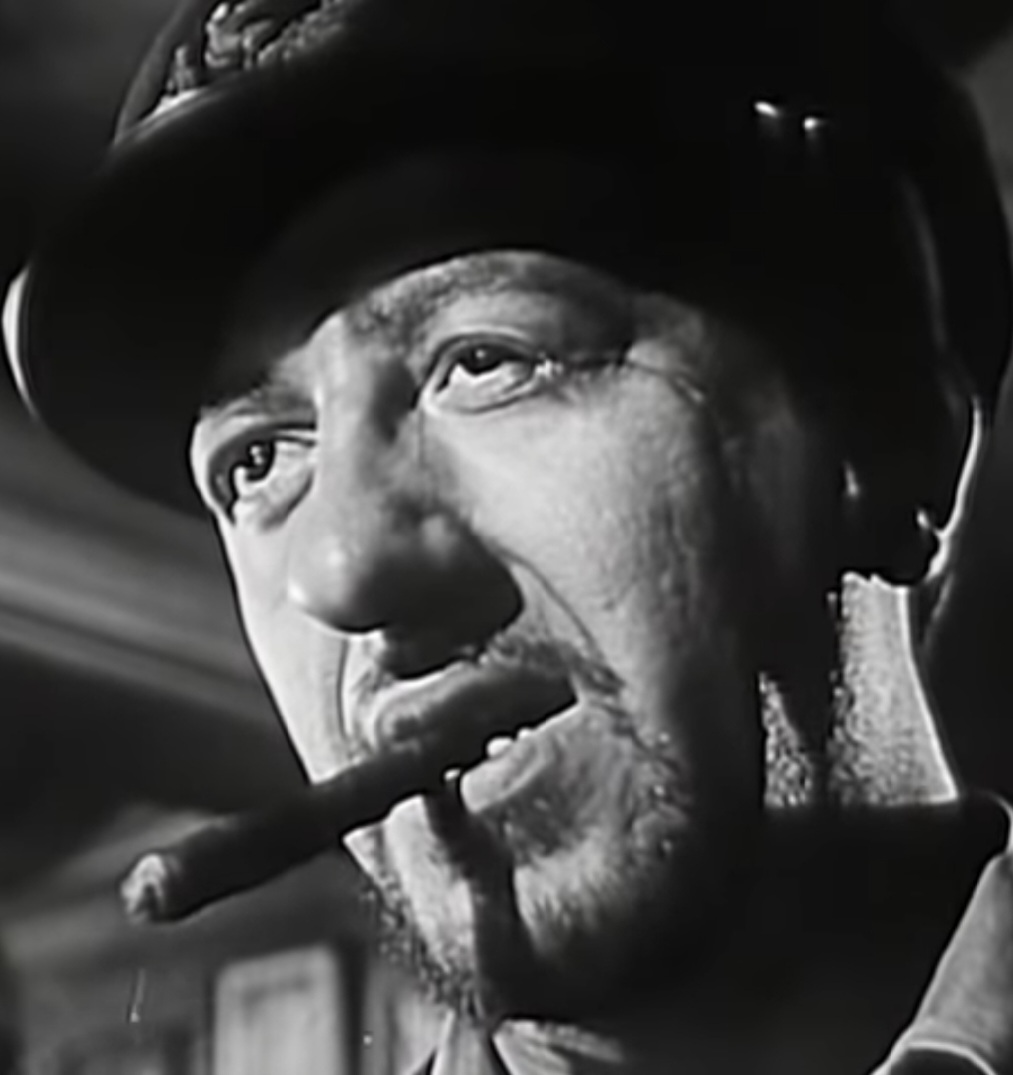

헨리 코든(Henry Corden, 1920년 1월 6일 ~ 2005년 5월 19일)은 캐나다의 연극 배우, 텔레비전 배우, 영화배우, 성우이다.
몬트리올에서 태어났으며 엔시노에서 사망하였다. 사인은 폐기종이다.

## 영화
- 플린스톤 크리스마스 캐롤 (1994년)
- 사랑 대소동 (1981년)
- 혹성탈출 - 애니메이션 시리즈 (1975년) - 제너럴 우르코 역
- 싸이코 드라마 (1969년)
- 사건비화 (1967년)
- 호간의 영웅들 (1965년)
- 겟 스마트 (1965년)
- 미스터 에드 (1961년)
- 벤 케이시 (1961년)
- 태미 텔 미 트루 (1961년)
- 고인돌 가족 플린스톤 (1960년)
- 허클베리 핀의 모험 (1960년)
- 피터 건 (1958년)
- 열정의 랩소디 (1956년) - 웨이터 역
- 십계 (1956년)
- 주피터의 애인 (1955년)
- 이집트 (1954년)
- 애보트와 코스텔로 닥터 지킬과 미스터 하이드 만나다 (1953년)
- 야망의 브로드웨이 (1952년)
- 스카라무슈 (1952년)
- 아이언 맨 (1951년)
- 토스트 오브 뉴 올린스 (1950년)
- 아스팔트 정글 (1950년)
- 월터의 비밀 인생 (1947년)